# Tita Tamames
Marta Juana del Carril Aldao (París, 16 de mayo de 1921 - Buenos Aires, 12 de mayo de 2004), más conocida como Tita Tamames, fue una productora, empresaria y diseñadora argentina.

## Biografía
Bisnieta de Salvador María del Carril, hija de Justo Florentino del Carril y Marta Inés Aldao Freyre, fue una empresaria, productora, ambientadora y vestuarista teatral y cinematográfica argentina de destacada actuación en las décadas de 1970-1980.
Junto a Rosa Zemborain fundó la productora Tamames-Zemborain, que produjo el largometraje La tregua de Sergio Renán basada en la novela de Mario Benedetti, primera película argentina que fuera nominada para un premio Óscar y varias piezas teatrales como La señorita de Tacna de Mario Vargas Llosa con Norma Aleandro, el musical Drácula con Sergio Renán, Camino negro de Oscar Viale con Miguel Ángel Solá y Betiana Blum, La mujer del año para Susana Giménez y Ricardo Darín y otros importantes espectáculos de ese período.
Fue directora del Teatro Blanca Podestá y presidenta de la Fundación del Teatro General San Martín de Buenos Aires durante diez años.
Viuda de Alberto de Álzaga Moreno (1916-1949), de Enrique Quintana Achával, embajador de la República Argentina (1917-2013) y de Juan María Mesía del Barco y Lesseps, VII Duque de Tamames, IV Duque de Galisteo, XXIII Marqués de la Bañeza, XIII Marqués de Campollano, XIII Conde de Mora, XXIII vizconde de los Palacios de Valduerna (1917-1970).
Tuvo dos hijos de su primer matrimonio: Diego y Martin de Alzaga, y una hija de su segundo matrimonio: María Marta Quintana del Carril, que contrajo matrimonio con el barón Christian Louis de Massy, hijo de la princesa Antonieta de Mónaco. Además tuvo cuatro nietos: Laetitia de Massy (1971- ), Celina de Alzaga (1975- ), Justin Boerner (1979- ) y Clarisse Boerner (1987- ).
Su último marido fue el hacendado Miguel de Riglos.
Residió entre Buenos Aires, Paris y Biarritz.

## Filmografía
Producción
- Las sorpresas (1975)
- La tregua (1974)

Dirección de arte
- Pubis angelical (1982)

Vestuario
- Pobre mariposa (1986)
- El poder de las tinieblas (1979)
- Las sorpresas (1975)
- La tregua (1974)
- La malavida (1973)
- La revolución (1973)
- Vení conmigo (1972)

Ambientación
- Pobre mariposa (1986).
- La tregua (1974)
- La revolución (1973)
- Vení conmigo (1972)

Escenografía
- Gracias por el fuego (1984)
- Las sorpresas (1975)
- La malavida (1973)
- Heroína (1972)
- Crónica de una señora (1971)